# Fraktion für die technische Koordinierung und Verteidigung der unabhängigen Gruppen und Mitglieder
Die Fraktion für die technische Koordinierung und Verteidigung der unabhängigen Gruppen und Mitglieder (engl. Technical Coordination and Defence of Independent Groups and Members, Abk. CTDI) war eine kurzlebige Fraktion im Europäischen Parlament. Die Fraktion vereinte zwölf Mitglieder aus vier Ländern mit Parteien unterschiedlicher Ausrichtung. Die Fraktion stand in der Tradition der Fraktion für die technische Koordinierung und Verteidigung der unabhängigen Gruppen und Abgeordneten von 1979 bis 1984.
Die Fraktion bildete sich im September 1987. Die größte Mitgliedspartei, die spanische Centro Democrático y Social, war erst bei der Nachwahl in Spanien im Juni 1987 nach dem Beitritt des Landes zum 1. Januar 1986 ins Parlament eingezogen. Im November 1987 wurde die Fraktion aufgelöst, nachdem sie nach dem Austritt Leen van der Waals nicht mehr genügend Mitglieder für den Fraktionsstatus hatte.
Der Vorstand der Fraktion bestand aus vier Mitgliedern, je einem pro beteiligte Partei:
- Marco Pannella
- Jef Ulburghs
- Leen van der Waal
- Eduard Punset i Casals

## Mitglieder
| Land        | Partei                              | Anzahl | Mitglieder |
| ----------- | ----------------------------------- | ------ | --- |
| Belgien     | (gewählt für Socialistische Partij) | 1      | Jef Ulburghs |
| Niederlande | Staatkundig Gereformeerde Partij    | 1      | Leen van der Waal (bis 28. Oktober 1987, dann fraktionslos) |
| Italien     | Partito Radicale                    | 3      | Emma Bonino, Roberto Cicciomessere, Marco Pannella |
| Spanien     | Centro Democrático y Social         | 7      | Federico Mayor Zaragoza, José Coderch Planas, Carmen Díez de Rivera, Raúl Morodo Leoncio, Rafael Calvo Ortega, José Emilio Cervera Cardona, Eduard Punset i Casals |